# Остін Паверс: Міжнародна людина-загадка
Остін Паверс: Міжнародна людина-загадка (англ. Austin Powers: International Man of Mystery) — американський комедійний кінофільм. Сценарій фільму написаний Джей Роучем та Майком Майєрсом, який також знявся у двох провідних ролях. Сценарій фільму був задуманий як пародія на фільми про британських супершпигунів з серії про Джеймса Бонда. З часом кінофільм завдяки дотепному гумору та комічним ситуаціям став дуже популярним, зокрема серед північноамериканської аудиторії.

## Сюжет
В основі сюжету кінофільму — події, які відбувалися у 1967 р. коли у двобої зійшлися затяті вороги: Остін Паверс та Доктор Зло. В минулому Докторові Злу не вдавалося вбити Остіна під час теракту у нічному клубі — він втік, заморозив себе та помістив тіло у ракеті, яка кружляла навколо Землі. У відповідь Остін Паверс теж погоджується заморозити своє тіло до того часу, коли його послуги знадобляться у майбутньому.
Через 30 років, у 1997 р. Доктор Зло повертається на землю, зустрічається зі своїми підлеглими — Номером Два та Фрау Фарбісіною та сином, про якого він нічого не знав — Скотом Зло. Усі разом вони починають розробляти нові плани світового панування. Доктор Зло, після деякого вагання вирішує вкрасти ядерну зброю і за допомогою шантажу і погрози знищення планети хоче отримати від Об'єднаних Націй 100 мільярдів доларів. Як тільки плани Доктора Зла стали відомі Британському міністерству оборони, вони вирішують розморозити Остіна Паверса. Йому в допомогу відряджають жінку-шпигунку Ванессу Кензінгтон, з якою він вирушає на пошуки змовників.
У Лас-Вегасі Остін та Ванесса знайомляться з Номером Два і Остіну вдається вийти на його секретарку — Аллоту Фагіну, з якою у нього стався невеличкий роман. Взнавши, що Остін йде по його слідах, Доктор Зло посилає жінок-фемботів вбити його. Переживши замах, Остіну та Ванессі вдається проникнути до штаб-квартири змовників. Тут вони дізнаються, що попри згоду Об'єднаних Націй Доктор Зло має намір підірвати потужний ядерний заряд під земною корою, що, на його думку, мало призвести до вибуху багатьох вулканів землі та суцільної планетарної катастрофи.
В останній момент Остіну та Ванессі у двобої зі змовниками вдається зупинити катастрофу, але Докторові Злу знову вдається втекти на орбіту Землі у своєму космічному кораблі. Коли Ванесса і Остін тікають зі секретної лабораторії доктора, вона разом з усім устаткуванням підривається. Остін і Ванесса одружуються і щасливо святкують медовий місяць — коли Остін раптом помічає яскраву зірку в небі, яка виявляється космічним кораблем Доктора Зла.

## Ролі
- Майк Маєрс — Остін Паверс і Доктор Зло
- Елізабет Герлі — Ванесса Кензінгтон
- Майкл Йорк — Базіл Викривач
- Мімі Роджерс — Пані Кензінгтон
- Роберт Вагнер — Номер 2
- Сет Грін — Скот Зло
- Фабіана Уденіо — Алотта Фагіна
- Мінді Стерлінг — Фрау Фарбіссіна
- Афіфі Алауї — модель
- Том Арнольд — техасець

## Виробництво
Майк Майєрс, як один з творців та сценаристів стверджував, що ідея створення фільму виникла під час прослуховування однієї з пісень 60-их років — «The Look of Love». Було вирішено зняти фільм в стилі 1960-их — доби хіпі і сексуальної революції. Героїв кінофільму запозичено з британських серіалів попередніх років. Персонажі супершпигуна Паверса та доктора Зла були задумані як занадто спрощені варіанти героїв інших серіалів: Шона Коннері та інших. Зокрема, комічний ефект намагалися досягти не тільки у пародіюванні відомих особистостей, відвертих діалогах героів з сексуальним підтекстом, але і з назвами героїв і героїнь.

## Нагороди
- Фільм було номіновано на нагороду MTV Movie Awards (номінація — Найкращий фільм).[2]